# Le Vernet-Chaméane
Le Vernet-Chaméane é uma comuna francesa na região administrativa de Auvérnia-Ródano-Alpes, no departamento de Puy-de-Dôme. Estende-se por uma área de 46.01 km². Em 2010 a comuna tinha 872 habitantes (densidade: 19 hab./km²).
Foi criada em 1 de janeiro de 2019, a partir da fusão das antigas comunas de Vernet-la-Varenne (sede da comuna) e Chaméane.